# دايفيد تشيانج
دايفيد تشيانج (بالصينية: 姜大衞) (و. 1947  م) هو مخرج أفلام، وممثل أفلام، وممثل تلفزي من الصين، وهونغ كونغ البريطانية، ولد في شانغهاي.

## وصلات خارجية
- دايفيد تشيانج على موقع IMDb (الإنجليزية)
- دايفيد تشيانج على موقع ألو سيني (الفرنسية)
- دايفيد تشيانج على موقع قاعدة بيانات الفيلم (الإنجليزية)
- دايفيد تشيانج على موقع كينوبويسك (الروسية)

- دايفيد تشيانج في قاعدة بيانات الأفلام على الإنترنت